# Guigba
Guigba (în arabă قيقبة) este o comună din provincia Batna, Algeria.
Populația comunei este de 10.225 de locuitori (2008).